# رابرت بریگر
رابرت بریگر (انگلیسی: Robert Brieger; ۲۱ نوامبر ۱۹۵۶) فرمانده نظامی و سیاست‌مدار اهل اتریش است، که هم‌اکنون به‌عنوان رئیس ستاد کل نیروهای مسلح اتریش فعالیت می‌کند.